# Kayah (album 1988)
Kayah – debiutancki album Kayah wydany w 1988 roku na winylu. Zawiera kompozycje Johna Portera i Neila Blacka. Teksty napisał Maciej Zembaty. Piosenkarka jednak dystansuje się od tego wydawnictwa i jako swój prawdziwy debiut traktuje płytę Kamień z 1995 roku.

## Historia powstania
W 1987 roku Antoni Roszczuk (ówczesny szef prywatnej polskiej fonografii) postanowił wydać płytę rozchwytywanej chórzystki, Brygidy Czarnoty, noszącej pseudonim artystyczny Ravel. Wynajął studio nagraniowe, kompozytorów i autorów tekstów, a nadchodzący debiut reklamowany był na łamach czasopisma Non Stop.
Jednak choć John Porter oraz Neil Black (współpracownik Maanamu) wywiązali się ze swoich zadań, przygotowując materiał, na skutek konfliktu między Czarnotą a Roszczukiem nie można było go skończyć i wydać. Wówczas zwrócono uwagę na Kayah, która zadebiutowała w 1988 roku na Festiwalu Krajów Nadbałtyckich w Karlshamn piosenką "Córeczko", otrzymując nagrodę specjalną festiwalu oraz rozgłos w Polsce. Piosenkarka zastąpiła Czarnotę i firmowała swoim pseudonimem cały projekt. Album został nagrany, jednak wszyscy stracili dlań zainteresowanie. Taśma trafiła do Polskich Nagrań, a firma ta, unikająca promocji, doprowadziła do komercyjnej klęski albumu.
W wywiadzie dla czasopisma Przegląd z 2002 roku artystka źle wspomina ten okres: Związałam się z nieodpowiednimi ludźmi, którzy moim kosztem chcieli zarobić jak najwięcej pieniędzy. Byłam bardzo młoda i podpisałam nieopatrznie kontrakt, który mnie ubezwłasnowolnił. Z tego powodu miałam poważne kłopoty prawne. Reperkusje ścigały mnie 10 lat. Było mi bardzo ciężko. A wszystko dlatego, że nie posłuchałam dobrych rad i wpadłam w cynicznie zastawione sidła. Nieuczciwi ludzie, którzy zawarli ten kontrakt, chcieli mnie zniszczyć. Nie udało im się, choć byli tego bliscy. Po wielu latach artystka przyznała: Wykupiłam cały nakład i komisyjnie go zniszczyłam.
Album Kayah był dostępny na płycie winylowej i kasecie magnetofonowej. W 1991 roku firma Rogot wydała jego anglojęzyczną wersję, także na obu tych nośnikach.

## Lista utworów
Strona A
1. "Bądź lekarstwem mym" - 4:27
Muzyka/Słowa – John Porter, Maciej Zembaty
2. "Upalne miasto" - 3:44
Muzyka/Słowa – Neil Black, Maciej Zembaty
3. "Czyjeś oczy" - 5:00
Muzyka/Słowa – Neil Black, Maciej Zembaty
4. "Zniszczyć go" - 3:23
Muzyka/Słowa – Neil Black, Maciej Zembaty
5. "Święta obcość" - 5:44
Muzyka/Słowa – John Porter, Maciej Zembaty

Strona B
1. "Miała w sobie chłód" - 4:56
Muzyka/Słowa – Neil Black, Maciej Zembaty
2. "Czy się stać" - 5:29
Muzyka/Słowa – John Porter, Maciej Zembaty
3. "Czekam tyle dni" - 4:00
Muzyka/Słowa – John Porter, Maciej Zembaty
4. "Nie tylko krew" - 4:42
Muzyka/Słowa – Neil Black, Maciej Zembaty

## Twórcy
- Kayah - śpiew
- Andrzej Antolak - saksofon
- Andrzej Balsam - flugehorn
- Dave Rainger - wszystkie gitary
- Janusz Kobyliński - projekt graficzny
- John Porter - chórki
- Maciej Lasota - projekt graficzny
- Neil Black - chórki, skrzypce, aranżacje, produkcja, realizacja nagrań
- Tim York - perkusja, instrumenty perkusyjne
- Renata Czarnota - chórki
- Stanisław Sojka - fortepian
- Zbigniew 'Uhuru' Brysiak - instrumenty perkusyjne